# 長澤義明
長澤 義明（ながさわ よしあき、1947年 - ）は日本の自転車フレームビルダーである。千葉県旭市飯岡出身。現在はナガサワレーシングサイクル代表。

## 経歴
千葉県立東総工業高等学校(第一期卒業生)を経て、日本大学に進学。日大在学中に、1968年メキシコシティーオリンピックの代表候補となったが、練習中の事故により選手生命を絶たれる。その後、自転車ビルダーとして一本立ちするべく、1970年に単身イタリアへ渡り、ポリアーギ、デ・ローザのもとでメカニックとしての修行を行う。帰国後、日本代表チームのメカニックとなる。同時に、ロードバイク・トラックレーサーのビルダーとしても知られるようになった。
1975年から1990年まで、日本代表チームはプロ、アマ通じて16年連続で、トラックレースの世界自転車選手権においてメダル獲得を果たしたが、全ての年においてメカニックとして帯同。中でも自身製造の自転車を使用した中野浩一の同大会プロスクラッチ10連覇の偉業は、長澤との「二人三脚」によってもたらされたものだという声も少なくない。また、モントリオールオリンピック・スプリントで6位入賞を果たした長義和、競輪GIレース最年長優勝者の松本整、長野オリンピック・ショートトラック500m金メダリストで、2008年より競輪選手に転じた西谷岳文も長澤の自転車を使用している。とりわけ、競輪選手の愛用者が少なくない。
2023年現在は体調不良で、伏見俊昭によれば「新車が作れない状態」であるという。そのため伏見や小嶋敬二など、長年長澤の自転車を愛用していた選手らも、徐々に他メーカーに転じる状態となっている。